# Tjulenino
Tjulenino (russisch Тюленино, deutsch Viehof) ist ein Ort in der russischen Oblast Kaliningrad. Er gehört zur kommunalen Selbstverwaltungseinheit Stadtkreis Polessk im Rajon Polessk.

## Geographische Lage
Tjulenino liegt zwei Kilometer südwestlich des Zentrums der Stadt Polessk (Labiau) an der russischen Fernstraße A 190 (einstige deutsche Reichsstraße 126). Innerorts endet eine aus südlicher Richtung von Iwanowka (Adlig Bärwalde) kommende Nebenstraße. Bahnanschluss besteht über den Stadtbahnhof in Polessk an der Bahnstrecke Kaliningrad–Sowetsk (Königsberg–Tilsit).

## Geschichte
Das einst Viehof genannte Dorf wurde im Jahre 1874 in den neu errichteten Amtsbezirk Pareyken (der Ort wurde 1938 in „Goldberg“ umbenannt und heißt heute russisch: Seljonoje) im Kreis Labiau im Regierungsbezirk Königsberg in der preußischen Provinz Ostpreußen eingegliedert, dem es bis 1928 zugehörte. Im Jahre 1910 zählte der Gutsbezirk Viehof 146 Einwohner. Am 30. September 1928 verlor Viehof seine Eigenständigkeit und wurde in die Stadtgemeinde Labiau (heute russisch: Polessk) eingemeindet.
In Kriegsfolge kam Viehof 1945 mit dem nördlichen Ostpreußen zur Sowjetunion und erhielt wieder eigenständig im Juli 1950 den russischen Namen „Tjulenino“. Gleichzeitig wurde der Ort in den Dorfsowjet Mordowski selski Sowet (Groß Legitten) eingeordnet, dessen Verwaltungssitz Tjulenino im Oktober 1950 selber wurde. Dieser wanderte um 1990 dann nach Turgenewo. Von 2008 bis 2016 gehörte Tjulenino zur städtischen Gemeinde Polesskoje gorodskoje posselenije und seither zum Stadtkreis Polessk.

### Tjuleninski selski Sowet/okrug (1947–)2008
Der Dorfsowjet wurde im Juni 1947 als Mordowski selski Sowet (ru. Мордовский сельский Совет) eingerichtet. Der Verwaltungssitz war zunächst der Ort Mordowskoje (Groß Legitten). Im Oktober 1950 wurde der Verwaltungssitz nach Tjulenino verlegt und der Dorfsowjet in Tjuleninski selski Sowet (ru. Тюленинский сельский Совет) umbenannt. Von 1965 bis 1969 war der Dorfsowjet aufgelöst und an den Slawjanski selski Sowet angeschlossen. Vor 1988 wurde der Verwaltungssitz nach Turgenewo verlegt. Nach dem Zerfall der Sowjetunion bestand die Verwaltungseinheit als Dorfbezirk Tjuleninski selski okrug (ru. Тюленинский сельский округ). Im Jahr 2008 wurden die verbliebenen Orte des Dorfbezirks auf die städtische Gemeinde Polesskoje gorodskoje posselenije und die Landgemeinde Turgenewskoje selskoje posselenije aufgeteilt.
| Ortsname                   | Name bis 1947/50 | Bemerkungen |
| -------------------------- | --- | --- |
| Brigadnoje (Бригадное)     | Theut | Der Ort wurde 1950 umbenannt. |
| Druschnoje (Дружное)       | Rüdlauken, 1938–1945: „Rothöfen“                                                                                               | Der Ort wurde 1950 umbenannt. |
| Furmanowka (Фурмановка)    | Friedrichsburg | Der Ort wurde 1947 umbenannt und war zunächst in den Dorfsowjet Nowoderewenski eingeordnet.                                                                        |
| Iwanowka (Ивановка)        | Adlig Bärwalde, Groß Bärwalde, Klein Ernstburg, Imbärwalde, Neu Bärwalde und Adlig Bielkenfeld, seit 1916: (Adlig) Goltzhausen | Der Ort wurde 1947 umbenannt und war zunächst in den Dorfsowjet Nowoderewenski eingeordnet.                                                                        |
| Lugowoje (Луговое)         | (Alt) Pustlauken, 1938–1945: „Hallenau“, und Stellienen, 1938–1945: „Deimetal“                                                 | Der Ort wurde 1950 umbenannt und vor 1988 verlassen. |
| Mordowskoje (Мордовское)   | Groß Legitten | Der Ort wurde 1947 umbenannt und war zunächst bis 1950 Verwaltungssitz und Namensgeber des Dorfsowjets. Der Ort wurde vor 1988 an den Ort Turgenewo angeschlossen. |
| Podsobny (Подсобный)       | Groß Reikeninken, 1938–1945: „Reiken“                                                                                          | Der Ort wurde 1950 zunächst in Wschody umbenannt und gehörte zwischenzeitlich zum Dorfsowjet Golowkinski.                                                          |
| Prigorodnoje (Пригородное) | Adlig Legitten | Der Ort wurde 1947 umbenannt und vermutlich vor 1975 an den Ort Turgenewo angeschlossen.                                                                           |
| Retschki (Речки)           | Groß Pöppeln | Der Ort wurde 1950 umbenannt. |
| Seljonoje (Зелёное)        | Gründen und Pareyken, 1938–1945: „Goldberg“                                                                                    | Der Ort wurde 1950 umbenannt. |
| Swerewo (Зверево)          | Zanderlacken und Christoplacken                                                                                                | Der Ort wurde 1950 umbenannt und vor 1975 an den Ort Brigadnoje angeschlossen.                                                                                     |
| Swobodny (Свободный)       | Friedlacken und Brandlauken, 1938–1945: „Brandfelde“                                                                           | Der Ort wurde 1950 umbenannt. |
| Tjulenino (Тюленино)       | Viehof | Der Ort wurde 1950 umbenannt und war seit 1950 der Namensgeber sowie von 1950 bis vor 1988 der Verwaltungssitz des Dorfsowjets.                                    |
| Trudowoi (Трудовой)        | Steinfeld | Der Ort wurde 1950 umbenannt. |
| Turgenewo (Тургенево)      | Jäger-Taktau und Legitten [Vorwerk]                                                                                            | Der Ort wurde 1947 umbenannt und war zunächst in den Dorfsowjet Slawjanski eingeordnet. Er war seit vor 1988 der Verwaltungssitz.                                  |

Die beiden im Jahr 1947 umbenannten Orte Otkrytoje (Rinderort) und Saliwino (Labagienen/Haffwinkel), sowie der im Jahr 1950 umbenannte Ort Schewtschenko (Klein Reikeningken/Kleinreiken), die ebenfalls zunächst in diesen Dorfsowjet eingeteilt worden waren, kamen dann (vor 1975) aber zum Dorfsowjet Golowinski.
Die vier im Jahr 1950 umbenannten Orte Jermolowo (Klein Scharlack und Kammerlack), Nachimowo (Perkuiken und Wilhelminenhof), Nekrassowo (Groß Scharlack) und Tulskoje (Kapstücken), die ebenfalls zunächst in diesen Dorfsowjet eingeteilt worden waren, kamen dann (vor 1975) aber zum Slawjanski selski Sowet.

## Kirche
Mit seiner überwiegend evangelischen Bevölkerung war Viehof bis 1945 in das Kirchspiel der Stadtkirche Labiau (heute russisch: Polessk) eingepfarrt und gehörte somit zum Kirchenkreis Labiau in der Kirchenprovinz Ostpreußen der Kirche der Altpreußischen Union. Auch heute besteht der kirchliche Bezug nach Polessk, wo sich in den 1990er Jahren eine neue evangelisch-lutherische Gemeinde gebildet hat. Sie ist Filialgemeinde der Auferstehungskirche in Kaliningrad (Königsberg) in der Propstei Kaliningrad der Evangelisch-lutherischen Kirche Europäisches Russland.